# دون كلارك (لاعب كرة قدم أمريكية)
دون كلارك (بالإنجليزية: Don Clark)‏ هو لاعب كرة قدم أمريكية أمريكي، ولد في 22 ديسمبر 1923 في تشوردان في الولايات المتحدة، وتوفي في 6 أغسطس 1989 في شاطئ هنتنغتون في الولايات المتحدة.

## وصلات خارجية
- دون كلارك على موقع مرجع كرة القدم المحترفة.كوم (الإنجليزية)